# Мурине-Воке (водохранилище)
Мурине-Воке (лит. Mūrinės Vokės tvenkinys) — русловое водохранилище на реке Воке в Мурине-Воке, образованное плотиной на бывшей картонной фабрике (сегодня небольшая гидроэлектростанция).

## Описание
Водохранилище располагается в бассейне реки Нярис, его площадь составляет 12,2 га. По плотине проходит региональная дорога 4727. Длина плотины составляет 180 м, а ширина — 7,3 м. Длина береговой линии — 2,3 км.

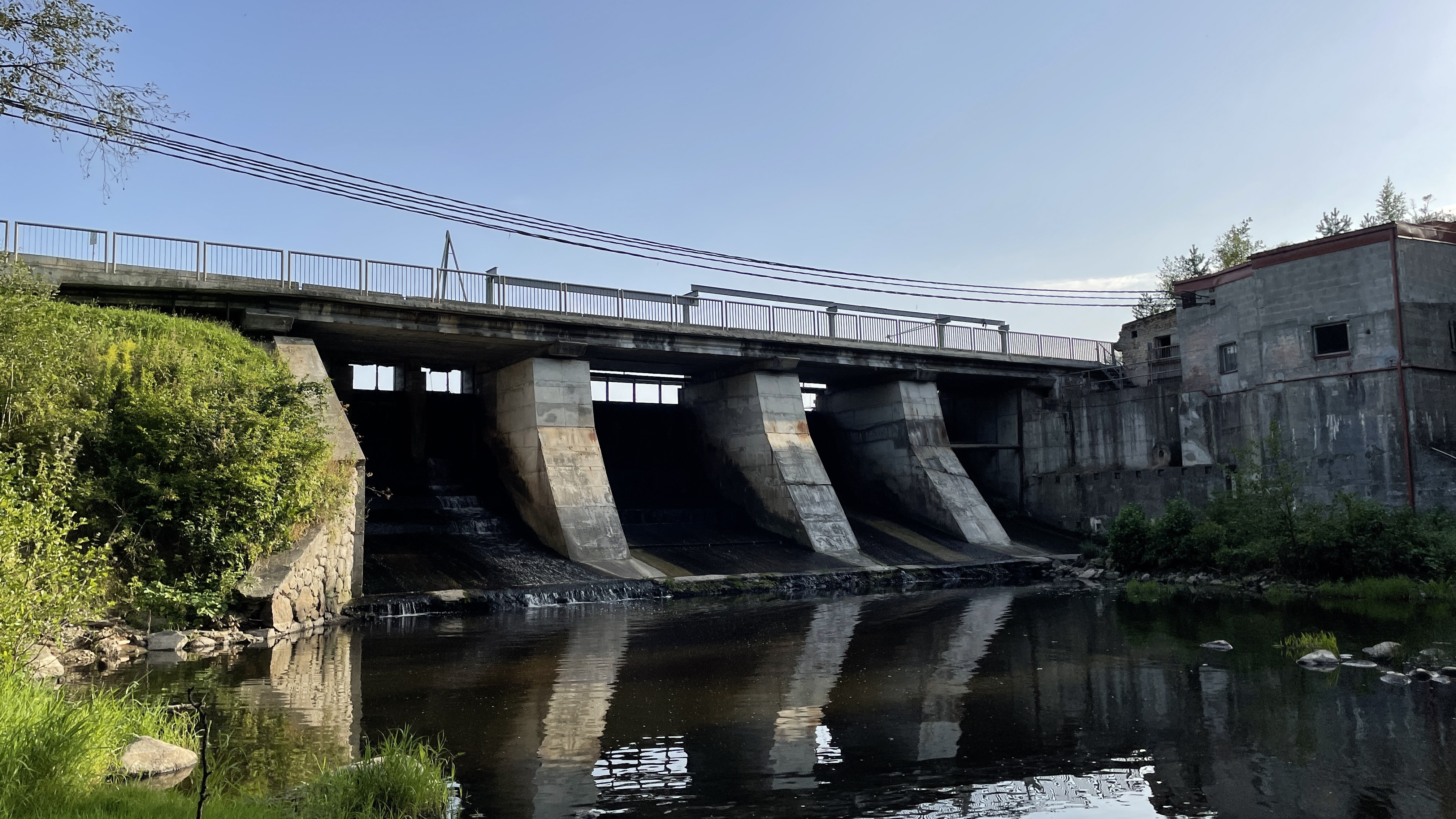
Плотина

## История
Водохранилище было образовано в XIX веке во время строительства водяной мельницы, в 1889 году мельница была переделана в бумажную фабрику. Сегодняшняя плотина была построена в 1912 году по проекту инженера Григаса Курецаса (лит. Grigas Kurecas, 1868—1942), была отремонтирована в 2011 году. В 1967 году фабрика прекратила собственную деятельность. Оставшиеся до сегодняшнего дня постройки и гидротехника в 2003 году были зарегистрированы в реестре недвижимых культурных ценностей Литовской Республики, уникальный код объекта — 27469. В 2010 году на месте старой фабрики была основана гидроэлектростанция.

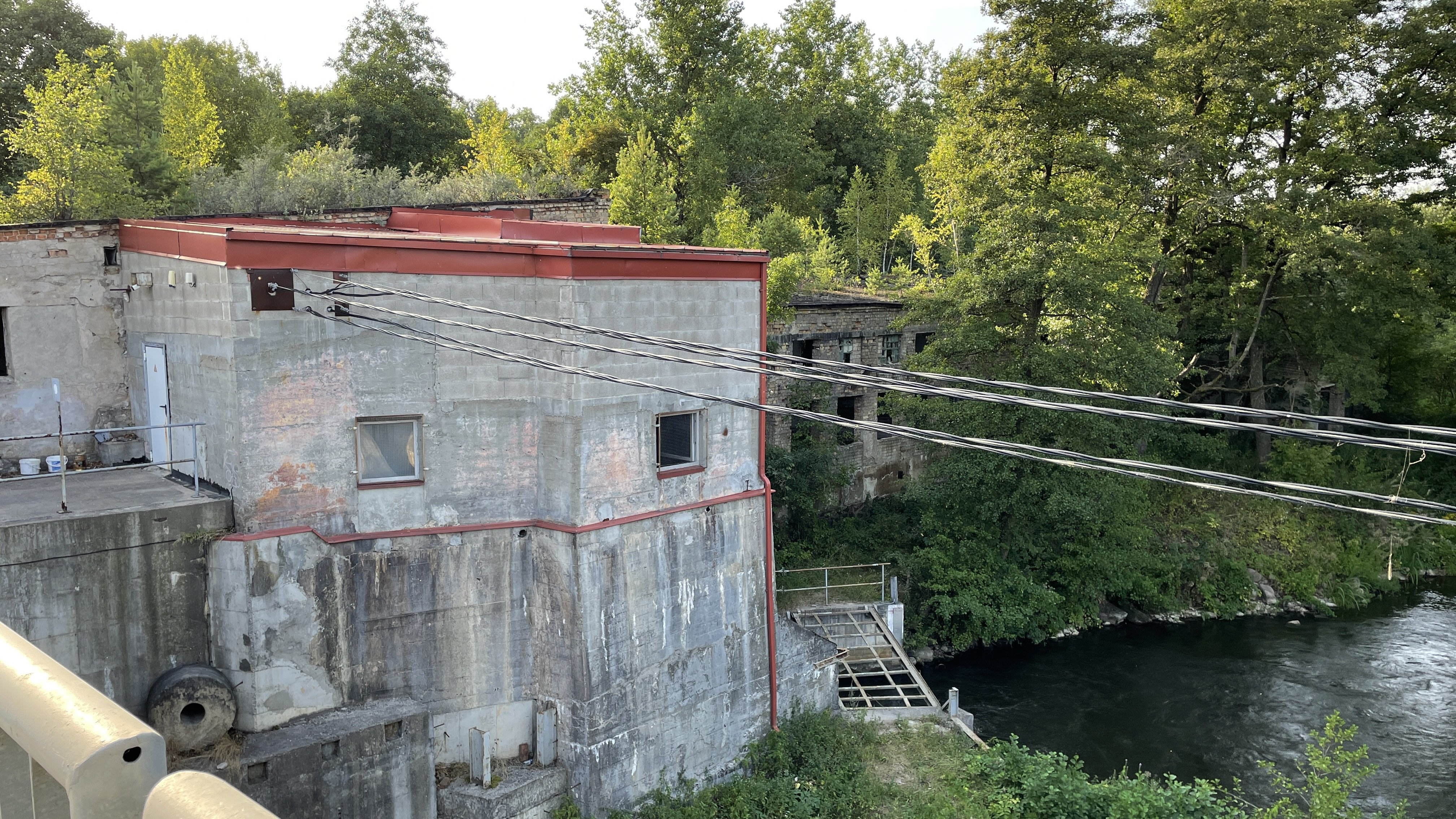
Гидроэлектростанция